# Giuseppe Brentano
Giuseppe Brentano (født 14. april 1862 i Milano, død 31. december 1889 sammesteds) var en italiensk arkitekt.
Brentano var søn af en arkitekt og elev af Boito, studerede i Milano og lagde sig særlig efter middelalderlig, kirkelig gotik. I den internationale konkurrence til en ny gotisk facade til domkirken i Milano vandt han 1888 første præmie (40000 Lire), men bortreves kort efter af døden. Senere er projektet opgivet.